# Urnammu
Urnammu (často také Ur-nammu) byl jeden z nejvýznamnějších urských králů. Žil přibližně v 1. polovině 21. století př. Kr. a k jeho největším činům patří založení 3. dynastie urské, kdy znovuobnovil samostatnost Sumeru, a také se vyznamenal jako tvůrce (zatím nám známého) nejstaršího zákoníku. Ur-nammu věnoval mnoho času též dobyvatelským a stavitelským snahám. Díky němu byly vybudovány první klasické zikkuraty.  Jím nastolený politický stav mocného a silného Sumeru trval něco přes 100 let. Moc „Černohlavců“, jak Sumerové sami sebe nazývali, sahala od Perského zálivu na jihu až k arménským horám na severu a od Elamu na východě do Malé Asie na západě. Celkově se jednalo o období stabilní politicky, ekonomicky i kulturně. Rozvíjely se vědy, písemnictví, vzdělanost, dochovalo se mnoho tabulek. A přestože nakonec Sumer zanikl, sumerská kultura vydržela ještě velmi dlouho. Sumerština se ještě dlouhá staletí používala jako liturgický jazyk. Sumerské vlivy jsou ostatně značně patrné např. ve starověkém mezopotámském zákonodárství, jehož nejznámější výtvor – Chammurapiho zákoník – je sumerskou kulturou výrazně ovlivněn. 

## Zákoník
Ur-nammuův zákoník byl objeven již v letech 1899 – 1900, ale až roku 1952 byl přeložen a identifikován. Předtím byl za nejstarší zákoník považován Chammurapiho a to až do roku 1947, kdy byl objeven tzv. Lipit-Ištarův zákoník, který byl v Chammurapiho době starý přibližně 150 let. Lipit-Ištarův zákoník – a i z tohoto hlediska je jeho nález velice významný – není psán v semitské řeči (jako Chammurapiho), ale v nesemitské – konkrétně v sumerštině. V roce 1948 však konservátor Iráckého muzea v Bagdádu Taha Baqir nalezl tzv. (později pojmenovaný) Bilalamův (akkadský) zákoník. Ale opět netrvalo dlouho a roku 1952 byl za nejstarší zákoník prohlášen Ur-nammův.  Překlad tabulky, která z něj obsahuje výtah, pořídil Samuel Noah Kramer. Tabulka je světle hnědá s rozměry 20 cm x 10 cm a více než polovina textu je poničená. Text je rozdělen na osm sloupců, každá strana po čtyřech. Prolog zákoníku vypráví o stvoření světa a Sumeru a o pověření Ur-Nammua k vládě nad Sumerem a Urem. Kramerovi se podařilo více méně rozluštit pět zákonů: Jeden z nich zřejmě upravuje řízení při vodním ordálu, další o vrácení otroka pánovi, a další tři se týkají společenského a duchovního rozvoje lidstva. Kramer dokládá, že již v této době platil mnohem lidštější přístup k otázce trestu, nežli je známé oko za oko, zub za zub. V Ur-nammuově zákoníku totiž existuje náhrada tělesného trestu za peněžitý. 
Tyto tři – dle Kramera tak zásadní – zákony říkají:
| „ | Jestliže člověk člověku nástrojem... jeho... nohu uťal, 10 šekelů stříbra zaplatí. | “ |

| „ | Jestliže člověk člověku zbraní jeho kosti z... zlomil, 1 minu stříbra zaplatí. | “ |

| „ | Jestliže člověk člověku nástrojem gešpu uřízl nos (?), 2/3 miny stříbra zaplatí. | “ |